# Пуголовок

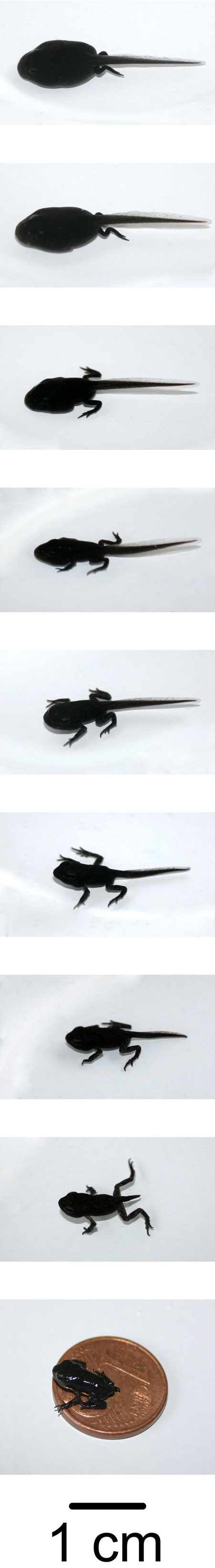
Метаморфоз ропухи сірої

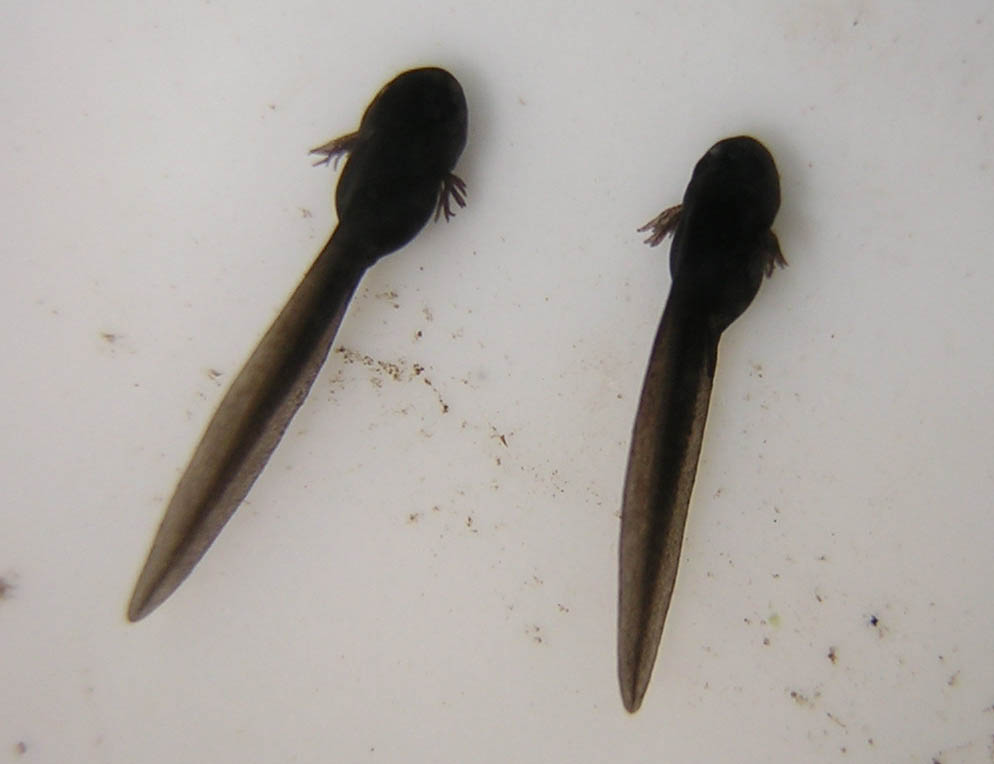
Десятиденні пуголовки: помітні зовнішні зябра

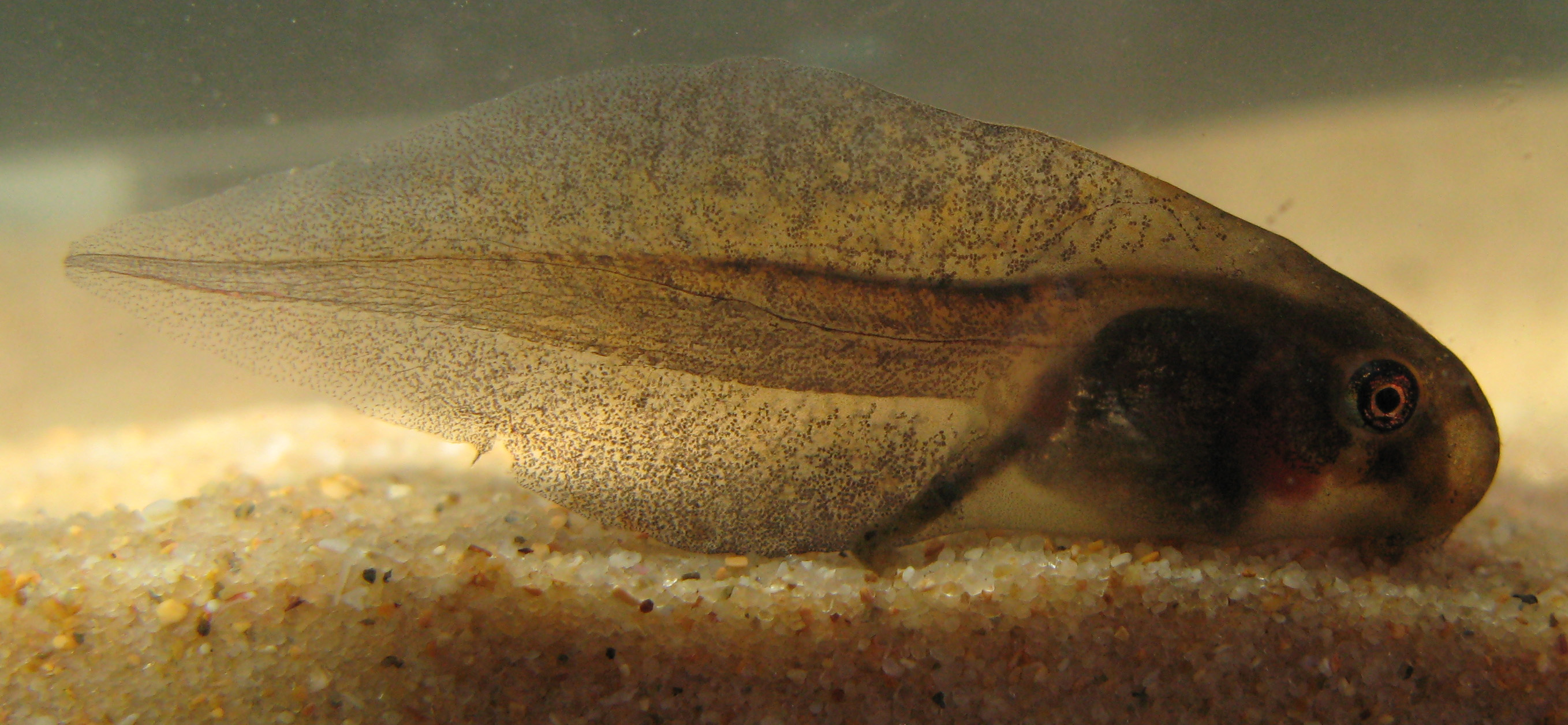
Пуголовок жаби: добре розвинений хвіст

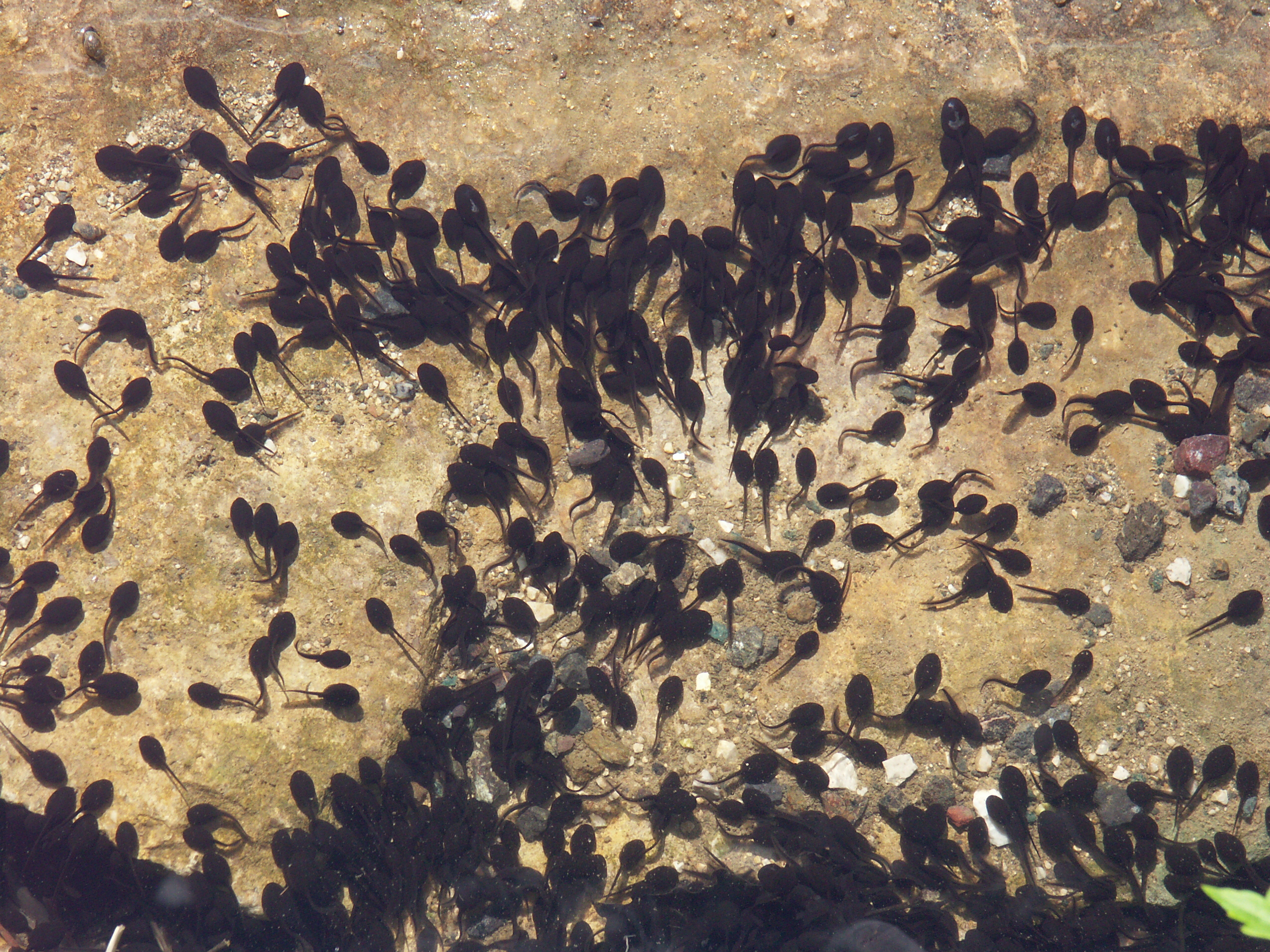
Скупчення пуголовків на мілководді

Пу́головок − личинка безхвостих земноводних.
Розвивається з яйця. Живе у воді, має зовнішні зябра (2−3 пари), двокамерне серце, довгий хвіст, який слугує для пересування, орган прилипання, за допомогою якого пуголовок прикріплюється до підводних предметів, органи бічної лінії. Живиться головним чином рослинною їжею.
Після 3−4 місяців розвитку відбувається метаморфоз пуголовка: серце стає трикамерним, дихання легеневим (зябра редукуються), хвіст зникає, виростають задні ноги, які стають органами руху. Роговий дзьоб відпадає, рот збільшується, довжина кишечнику скорочується. Розвивається порожнина середнього вуха та барабанна перетинка, очі набувають рухливих повік; органи бічної лінії зникають. По завершенні цих змін на суходіл виходить молоде земноводне (наприклад, жаба) з повністю розвиненими кінцівками наземного хребетного.